# Carol Duval-Leroy
Carol Duval-Leroy, née le 27 juillet 1955 à Bruxelles, est une entrepreneuse française d'origine belge. Elle est depuis 1991 la directrice de la maison de Champagne Duval-Leroy.

## Biographie
Née le 27 juillet 1955 à Bruxelles, elle est la fille d'un industriel,flamand et d'une mère wallonne.
Elle rencontre Jean-Charles Duval, dans un rotary-club, à l'âge de 15 ans.
Dans un premier temps, elle étudie l'économie, avant d’abandonner,. Elle finit par vivre à Ibiza, puis par la suite au Congo. À cette époque, elle travaille dans l'immobilier.
Elle devient, par la suite, la seconde épouse de Jean-Charles Duval, propriétaire de la maison Duval. Alors âgé de 39 ans, et, après 6 ans de mariage ce dernier décède en 1991,,,,. Elle reprend donc les rênes de l'établissement,,,,,.
En 2007, elle est la première femme à diriger l'Association viticole champenoise,, qu'elle préside jusqu'en 2010.
Depuis 1998, elle fait partie des 500 plus grandes fortunes de France. Avec une fortune estimée à 400 millions d'euros, en 2019, elle occupe la 220e position. Par-contre, en 2020, elle redescend en 240e place,, sa fortune ayant diminué de 25 millions. Elle se positionne aussi, en 2020, en 11e place dans le secteur du vin.

### À la tête de Duval-Leroy
Veuve à 36 ans et mère de trois enfants, elle commence à diriger l'entreprise,,,,. Très vite, afin d'éviter une trop lourde imposition, elle investit dans le parc machine. Trouvant le terme veuve « morbide », au bout d'un an, elle abandonne son utilisation, pour nommer ses cuvées.
En 1994, elle remplace son chef de cave avec qui elle ne s'entend pas, par Sandrine Logette, auparavant œnologue et responsable du contrôle qualité. Ensemble, elles décident de durcir le cahier des charges,,, notamment de repousser à trois ans minimum le vieillissement d'un champagne brut classique, et à dix un champagne millésimé. La même année, l'établissement devient la première maison de vin au mondecertifiée ISO 9002,.
Elles créent toutes deux la cuvée Femme de champagne,,, puis, en 2000, la cuvée MOF, en partenariat avec les Meilleurs Ouvriers de France sommeliers. Elle développera aussi le Brut Nature 2002.
Elle s'éloigne de la grande distribution afin de se tourner vers les cavistes et la grande restauration.
Elle développe la marque à l'internationaloù elle exporte, au milieu des années 2000, 60 % de sa production.
Elle fait publier un livre de cuisine, en 2008 aux éditions Delicéo, nommé Femme de Champagne.
Dans le courant des années 2010, elle intègre ses trois fils à l'entreprise.
Le 19 décembre 2019, interviewée par Europe 1, elle déclare que le mouvement de grève « pénalise fortement » la production et quantifie la baisse à « au moins 20 % » par rapport à l'année précédente. Sur le Brexit, elle déclare « Ça ne m'inquiète pas plus que ça [...]. L'anglais a toujours adoré le champagne. ». Elle qualifie les taxes américaines de « beaucoup plus graves » craignant que le champagne ne devienne la denrée d'« une élite ».

### Reconnaissance
En janvier 2008, elle devient chevalier de la Légion d'honneur.
Elle est promue, 2013, commandeur de l'ordre de Léopold II, à l'ambassade de Belgique en France.

## Publications
- Femme de Champagne, Delicéo, 2008, 271 p.